# Heterias petrensis
Heterias petrensis is een pissebed uit de familie Janiridae. De wetenschappelijke naam van de soort is voor het eerst geldig gepubliceerd in 1975 door Roberts.